# Автошлях E461
E 461 — європейська дорога класу В у Чехії та Австрії, що з'єднує міста Світави, Брно та Відень.

## Маршрут
- Чехія
  - Світави
  - E50, E65, E462 Брно
- Австрія
  - E49, E58, E59, E60 Відень